# Alsónemesapáti megállóhely
Alsónemesapáti megállóhely egy Zala vármegyei vasúti megállóhely, melyet a MÁV üzemeltet Alsónemesapáti településen. A község központja és Középapáti településrész között helyezkedik el, közvetlenül a 7354-es út (települési nevén Rákóczi Ferenc utca) mellett, közúti megközelítését is az az út biztosítja.

## Vasútvonalak
A megállóhelyet az alábbi vasútvonalak érintik:
- Szombathely–Nagykanizsa-vasútvonal

## Kapcsolódó állomások
A megállóhelyhez az alábbi állomások vannak a legközelebb:
- Zalaszentiván vasútállomás (Szombathely–Nagykanizsa-vasútvonal)
- Nagykapornak vasútállomás (Szombathely–Nagykanizsa-vasútvonal)

## Forgalom
| Járat        | Útvonal | Gyakoriság |
| ------------ | --- | ---------- |
| személyvonat | Zalaegerszeg – Zalaszentiván – Alsónemesapáti – Nagykapornak – Búcsúszentlászló – Zalaszentmihály-Pacsa – Pötréte – Felsőrajk – Gelse – Újudvar – Nagykanizsa | Napi 1 pár |